# Ferdinand Heilbuth

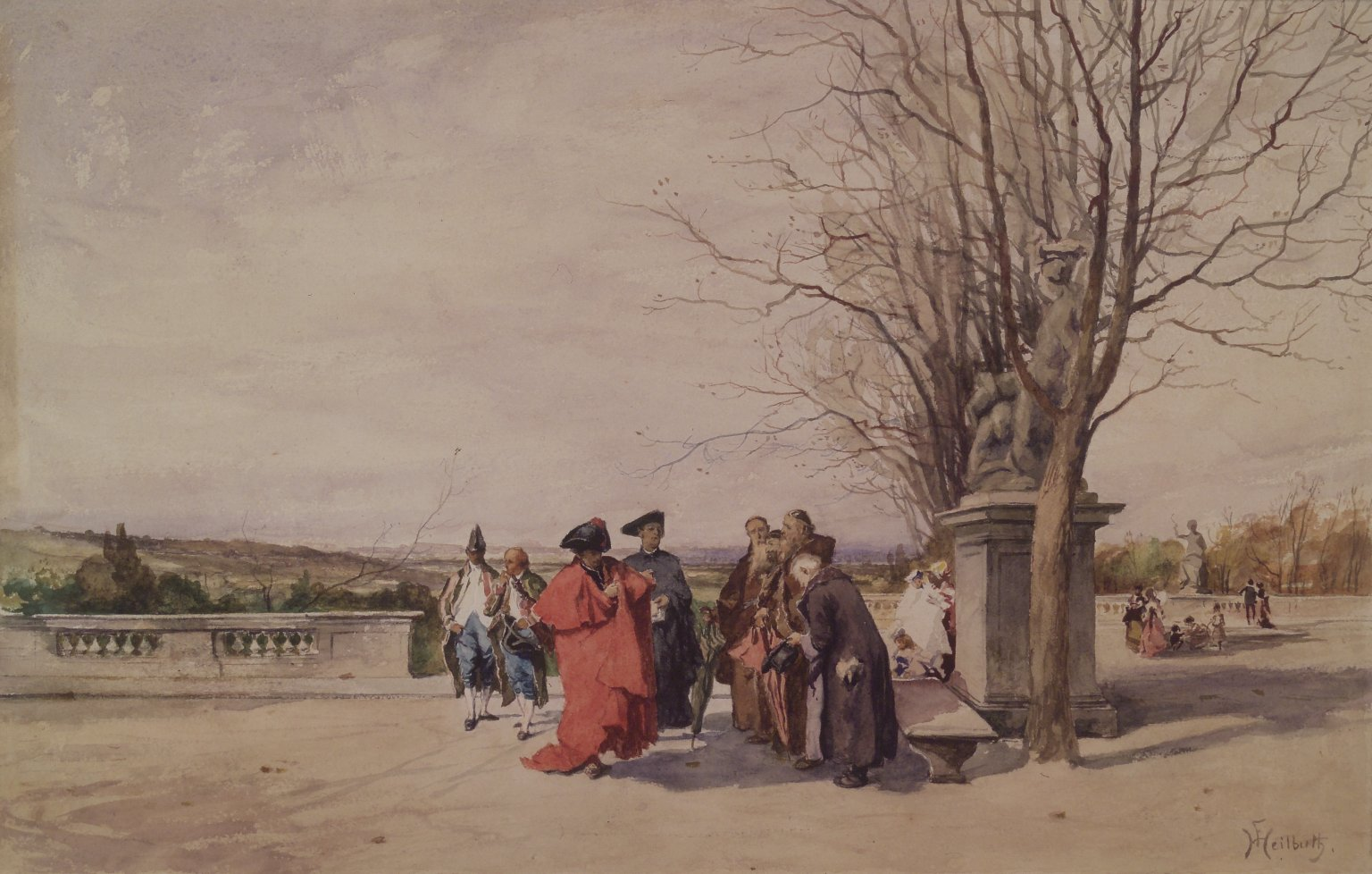
Personajes en una terraza (entre 1868 y 1872), Brooklyn Museum, Nueva York.

Ferdinand Heilbuth (n. Hamburgo, 27 de junio de 1826 - m. París, 19 de noviembre de 1889) fue un pintor francés de origen alemán.

## Biografía

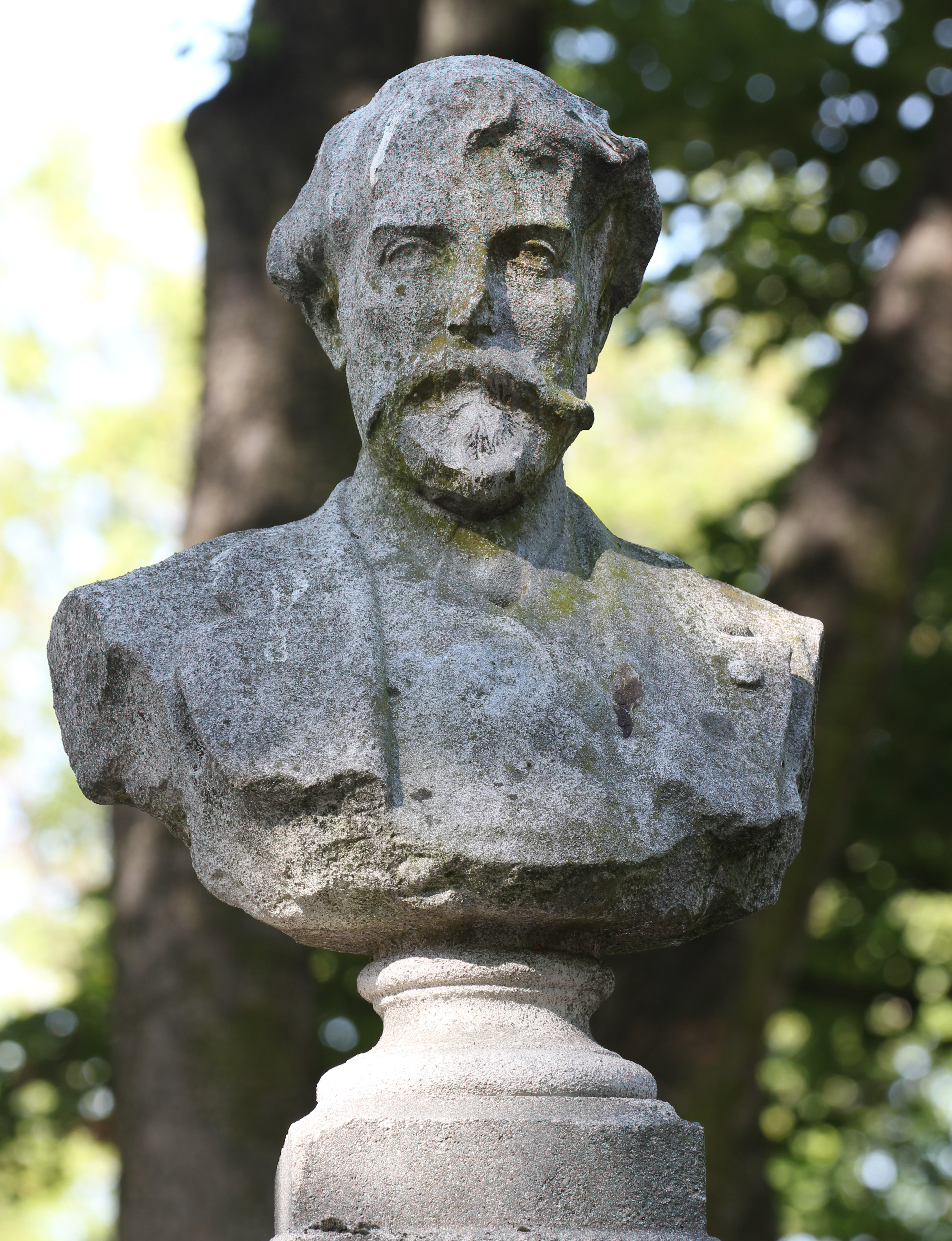
Tumba al cementerio del Padre-Lachaise.

Ferdinand Heilbuth abandona sus estudios rabínicos para viajar con Charles Gleyre a Düsseldorf, Roma y París donde se instala. Expone numerosas veces en la Royal Academy de Londres y en la Grosvenor Gallery así como a la Athénée de Boston en 1863.
Este pintor que destacó por dominar un género, que trabajó con nobleza, y se caracterizó por la vivacidad del color y el énfasis en la expresión, obtuvo su segunda medalla en 1857, 1858 y 1861. Fue nombrado caballero de la Legión de Honor en el año 1861 y oficial de la misma orden en 1881. Obtuvo la ciudadanía francesa en 1869. Vincent van Gogh, en una correspondencia dirigida a Anthon van Rappard, afirmó su admiración por el artista.
Fue enterrado en el cementerio de Padre-Lachaise.

## Obras expuestas en los Salones

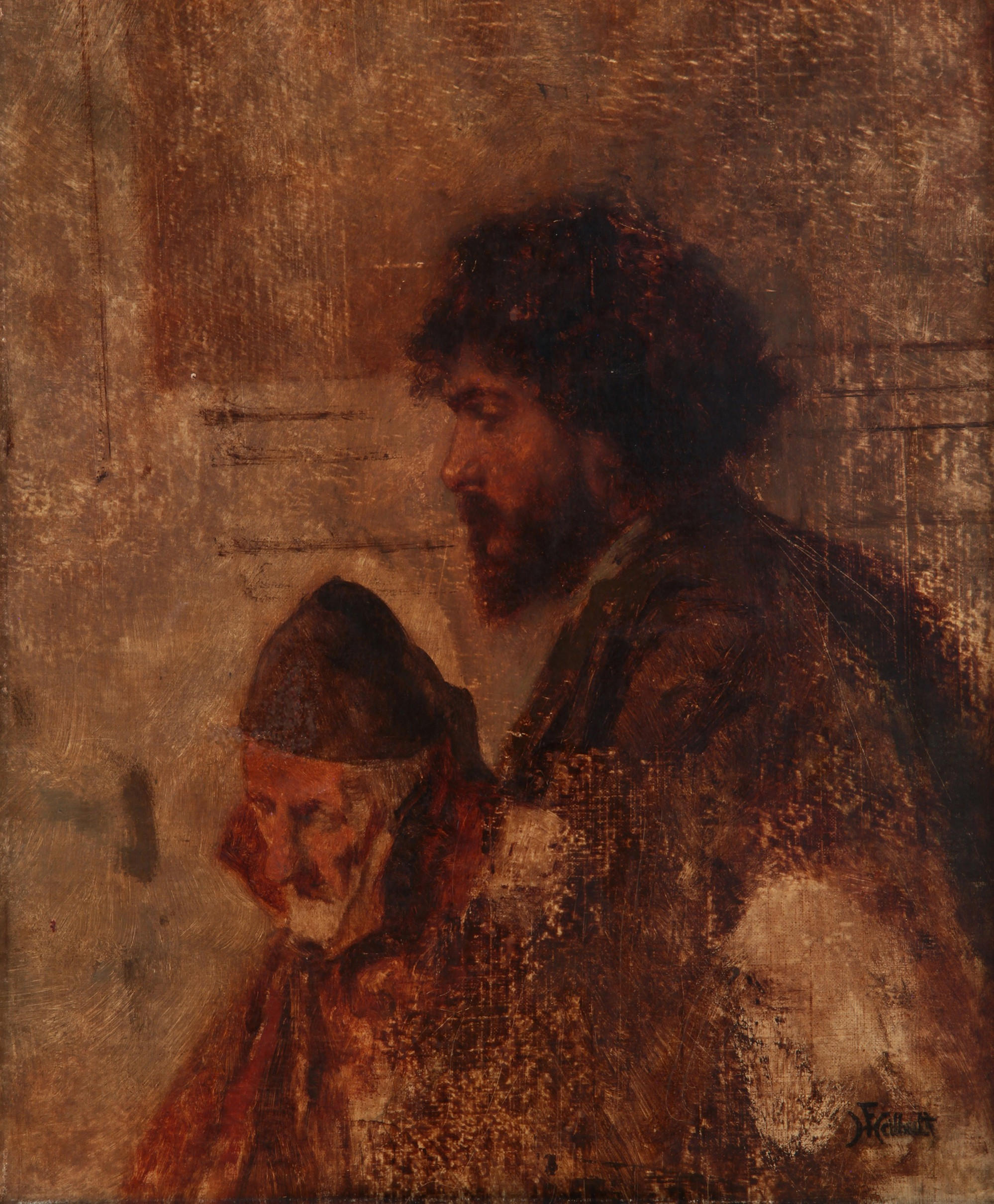
Estudio de cabezas - Ferdinand Heilbuth

- - Une réception chez Rubens (1853)
  - Palestrina, Étudiant, Politesse (1857)
  - Luca Signorelli, le Fils du Titien et Béatrice Donato, l'Aveu, Le Tasse à Ferrare, la Consigne(1859)
  - le Chevalier poète Ulric de Hutten, le Mont-de-piété (musée des beaux-arts de Dijon)
  - Solitude, Souvenir d'Italie, l'Auto-da-fé, Promenade des cardinaux sur le Monte-Pincio, l'Intérieur d'un carrosse de cardinal (1863)
  - l'Absolution du péché véniel, Un cardinal romain montant dans son carrosse (1865)
  - Antichambre (1866)
  - Promenade, Vestibule (1867)
  - Job (1868)
  - le Printemps (1869)
  - Au bord de l'eau (1870)
  - Au bord de la Tamise (1878)
  - Beau Temps (1881)
  - Au jardin, Une fête (Exposition de 1883)
  - Lawn-tennis, Présentation (1885)
  - Villégiature, Un samedi, Bords de la Seine